# Khe lũng

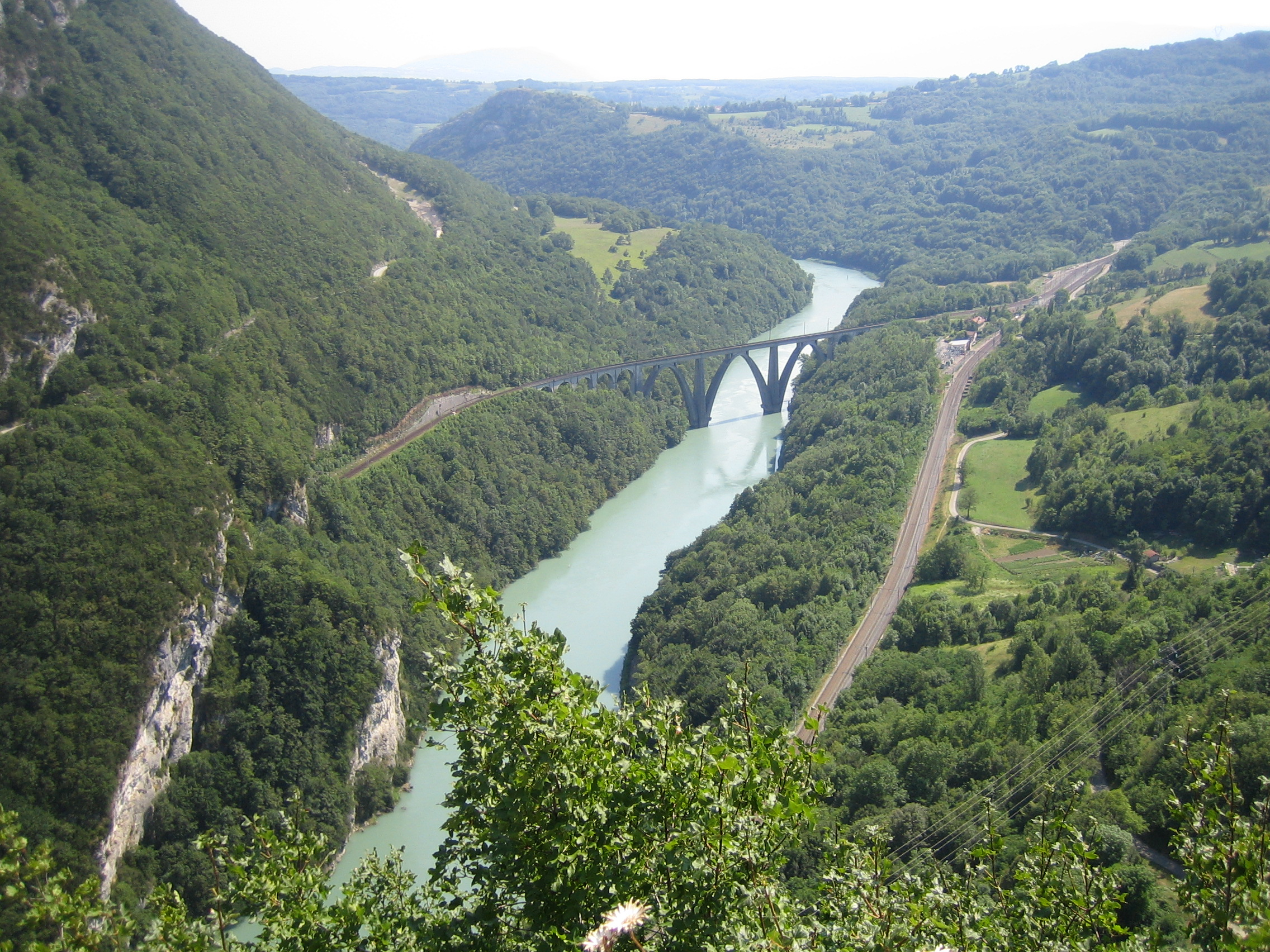
Khe lũng l'Ecluse nhìn từ Fort l'Ecluse.

Trong địa lý, một khe lũng là một con đèo hẹp hoặc hẻm núi nằm giữa núi hoặc đồi. Nó có nguồn gốc như một mô tả quân sự về một lối đi qua đó mà quân đội chỉ có thể diễu hành trong một cột hẹp hoặc với một mặt trận hẹp. Khi nổi lên từ một khe lũng (hoặc một cái gì đó tương tự) vào khu vực mở, những người lính được gọi là " debouch ".

## Lý lịch
Trong một đội hình quân sự truyền thống, các binh sĩ diễu hành theo cấp bậc (độ sâu của đội hình là số lượng các cấp bậc) và các hàng quân (chiều rộng của đội hình là số lượng các hàng), vì vậy, nếu một cột binh sĩ tiến gần đến một đường hẹp hình thành phải thu hẹp, và do đó các hàng ở bên ngoài phải được sắp xếp ở phía sau (hoặc đến một số vị trí khác) để cột có ít hàng hơn và nhiều cấp bậc hơn. Động từ tiếng Pháp cho trật tự này là défiler, từ đó động từ tiếng Anh xuất hiện, cũng như mô tả vật lý cho một thung lũng buộc phải tạo ra sự điều động này.
Những khe lũng có ý nghĩa quân sự cũng có thể được hình thành bởi các đặc điểm vật lý khác chạy dọc theo đường đèo hoặc con đường và khiến nó bị thu hẹp, ví dụ như rừng và sông không thể vượt qua. Trong trận Agincourt, một khe lũng được hình thành từ rừng Agincourt và Forecourt đã gây ra một điểm án ngữ cho quân đội Pháp và hỗ trợ người Anh trong chiến thắng của họ trước Pháp.
Một số khe lũng có tầm quan trọng chiến lược vĩnh viễn và được biết đến bởi thuật ngữ đó trong văn học quân sự. Ví dụ, nhà sử học quân sự William Siborne nêu tên một đặc điểm địa lý như vậy ở Pháp gần biên giới với Đức trong cuốn sách Chiến dịch Waterloo năm 1815:
Vào ngày hôm sau, Tướng Rapp ngã ngửa vì khe lũng của Brümath; nhưng điều này khiến ông ấy đã bỏ đi trong đêm và chiếm một vị trí thuận lợi ở phía sau Suffel, gần Giorgburg.— William Siborne